# Alberto Tomba
Alberto Tomba (* 19. prosinec 1966, Castel De Britti, Bologna, Itálie) je bývalý italský lyžař, specialista na slalom a obří slalom, olympijský vítěz, mistr světa a držitel velkého i malého křišťálového glóbu.

## Biografie
Narodil se v Castel De Britti. Začátek jeho kariéry je datován od roku 1983, když mu bylo sedmnáct let. S týmem C2 přijel na první závod evropského poháru do Švédska. V roce 1984 byl již v týmu C1 a účastnil se juniorského mistrovství světa ve USA, čtvrté místo ve slalomu mu otevřelo dveře do B týmu. Ve všeobecnou známost vešel při závodě, který se každoročně koná na milánském kopci San Siro „Parallelo di Natale“(Vánoční paralelní slalom) , kde v roce 1984 porazil celou lyžařskou konkurenci. Největší italský sportovní deník Gazzetta dello sport následující den psal o mladíkovi z B týmu, který zesměšnil velikány v paralelním slalomu. Během roku Tomba sbíral zkušenosti na závodech pořádaných FIS a probojoval se do A týmu.
Po třech vítězných závodech v Evropském poháru debutoval v roce 1985 ve Světovém poháru na svazích Madonna di Campiglio, posléze se představil také na náročné trati v Kitzbühelu. Ve švédském Åre, 23. února 1986, se dostal se startovním číslem 62 do první desítky a obsadil 6. místo. Vybojoval tak své první body ve světovém poháru. První stupně vítězů získal již koncem roku 1986 na sjezdovce Gran Risa v Alta Badii. Další stupně vítězů obsadil na Mistrovství světa 1987, které se konalo ve švýcarské Crans Montaně, když vybojoval bronzovou medaili v Obřím slalomu.
V následující sezóně (1987/88) se Tomba stále častěji objevoval v popředí výsledkových listin. 27. listopad 1987 byl klíčovým dnem jeho kariéry, se startovním číslem 25 zvítězil v slalomu v Sestriere a dva dny poté měl důvod k další oslavě, na stejné trati zvítězil v obřím slalomu. Umístil se tak před svým idolem Ingemarem Stenmarkem, bylo to poprvé a naposledy, kdy se setkali na stupních vítězů. Tomba ten rok vyhrál 9 závodů (6× slalom a 3× obří slalom), ale Velký křišťálový glóbus šel do rukou Zurbriggena, zatímco Tomba se musel spokojit s druhým místem a dvěma malými glóby za slalom a obří slalom.
První olympijské hry absolvoval v kanadském Calgary. Po prvním kole obřího slalomu ztrácel 1 sekundu a 14 setin a skončil druhý, ve druhém kole si zajistil první zlatou medaili. Ve slalomu speciál byl po prvním kole třetí, ale druhou jízdou vybojoval druhou zlatou. RAI (Italská veřejnoprávní televize) přerušila přímý přenos z Festivalu Sanremo, aby italští diváci mohli sledovat zápas La Bomby se sněhem. Tomba se stal největší hvězdou Itálie, a snad pod tíhou zodpovědnosti čí tlaku medií následující sezóny nebyly tak brilantní. Na mistrovství světa ve Vail byl šestý v Super G a sedmý v obřím slalomu. Tomba se rozhodl opustit rychlostní disciplíny, aby se plně koncentroval jen na slalom a obří slalom. Okolo Tomby se začal formovat tým pod vedením Gustava Thöniho. Tomba vítězil a byl plně soustředěn na olympiádu v Albertville, aby přivezl další zlato a přidal i stříbro. Tomba vítězil i na svazích světového poháru a odnášel si jeden glóbus za druhým. Vrcholem jeho kariéry byla sezóna 1994/95, když dokázal získat jak Velký glóbus za celkové vítězství ve světovém poháru, tak i dva malé glóby za vítězství ve slalomu a obřím slalomu a dokázal zvítězit v 11 závodech po sobě. Jediné, co mu ještě scházelo, byl titul mistra světa. Světový šampionát v roce 1995 v Sierra Nevadě byl přesunut do dalšího roku a Alberto Tomba v roce 1996 vybojoval hned dva tituly. Alberto Tomba se rozloučil s aktivní činností 15. března 1998 ve švýcarské Crans Montaně vítězstvím ve slalomu.
Zimní olympijské hry 2006 v Turíně představily Tombu v roli organizátora a především aktivního agitátora za kandidaturu Turína na zasedání MOV v Soulu v roce 1999. 10. února 2006 přinesl olympijský oheň na slavnostní ceremoniál XX. Zimních olympijských her.

## Přehled úspěchů

### Olympijské hry
Tří zlaté a dvě stříbrné medaile:
- XV. Zimní olympijské hry – Calgary 1988 – 1. slalom a 1. obří slalom
- XVI. Zimní olympijské hry – Albertville 1992 – 1. obří slalom a 2. slalom
- XVII. Zimní olympijské hry – Lillehammer 1994 – 2. slalom
- XVIII. Zimní olympijské hry – Nagano 1998 – bez medaile

### Mistrovství světa
Dvě zlaté a dvě bronzové medaile:
- Crans Montana 1987 – 3. obří slalom
- Vail 1989 – 7. obří slalom a 6. super G
- Saalbach 1991 – 4. slalom
- Sierra Nevada 1996 – 1. obří slalom a 1. slalom
- Sestriere 1997 – 3. slalom

### Světový pohár
- 1× Velký křišťálový glóbus a 8× malý křišťálový glóbus
- 88× stupně vítězů
- 50× vítězství
- 26 druhých míst
- 12 třetích míst
- 11 vítězství v řadě (1994/95)